# Remigiusz Jan Szczerbakiewicz
Remigiusz Jan Szczerbakiewicz (ur. 12 grudnia 1937 w Warszawie, zm. 26 czerwca 2014 w Lublinie) – polski motocyklista, 27-krotny mistrz Polski, brat Romana Szczerbakiewicza.

## Życie i działalność
Karierę sportową rozpoczął w 1952 jako zawodnik Robotniczego Klubu Sportowego Stal Świdnik, a następnie do zakończenia kariery zawodniczej występował w barwach Avii Świdnik. W ciągu kariery zawodniczej między innymi 27 razy zdobył tytuł mistrza Polski w rajdach obserwowanych, szybkich i w motocrossie, uczestniczył w wielu prestiżowych „Sześciodniówkach” na całym świecie, a także był zdobywcą 6 złotych medali na zawodach zaliczanych do mistrzostw świata. Był czterokrotnym zwycięzcą Międzynarodowego Rajdu Tatrzańskiego. Po zakończeniu kariery sportowej udał się na emigrację do USA (1989), gdzie osiadł w okolicach Chicago. Po powrocie do Polski, w 2010 roku, został uhonorowany przez burmistrza Świdnika Waldemara Jaksona medalem Amicus Civitatis – Przyjaciel Miasta w 2012.
Zmarł 26 czerwca 2014 roku. Pochowany na cmentarzu rzymskokatolickim przy ul. Unickiej w Lublinie 8 lipca 2014 roku.